# Scelotes capensis
Scelotes capensis är en ödleart som beskrevs av  Smith 1849. Scelotes capensis ingår i släktet Scelotes och familjen skinkar. Inga underarter finns listade i Catalogue of Life.